# Nik Abdul Aziz Nik Mat
Tuan Guru Dato' Bentara Haji Nik Abdul Aziz bin Nik Mat (10 de janeiro de 1931 - 12 de fevereiro de 2015) era um político da Malásia e ulemá muçulmano. Ele foi o primeiro-ministro de Kelantan desde 1990 a 2013 e também Mursyidul Am ou líder espiritual do Parti Islam Se-Malaysia (PAS) (em português: Partido Islâmico da Malásia) desde 1991 até à sua morte em 2015.

## Biografia
Nik Aziz nasceu em 10 de janeiro de 1931 em Pulau Melaka, Kota Bharu, Kelantan. Ele é o segundo filho de nove irmãos.

## Educação
- Sekolah Kebangsaan Kedai Lalat, Kelantan (3 meses) – 1936
- Sekolah Pondok Tok Kenali, Kubang Kerian, Kelantan
- Sekolah Pondok Tok Guru Haji Abbas, Besut, Terengganu
- Darul Uloom Deoband, Uttar Pradesh, Índia
- Universidade de Lahore, Lahore, Paquistão
- Universidade de al-Azhar, Egito - Bacharel em árabe
- Universidade de al-Azhar, Egito - Mestrado em Direito Islâmico

## Família
Nik Aziz vêm de uma família que praticam fortemente Islamismo, onde ele estudou educação islâmica com seu pai Nik Mat bin Raja Banjar bin Raja Abdullah bin Raja Mamat, descendente de Raja Jembal. Sua mãe foi Aminah binti Abdul Majid.

## Morte
Nik Aziz morreu em 12 de fevereiro de 2015 ás 09:40 por causa de um câncer de próstata, que estava no quarto estágio. Ele morreu em sua casa em Pulau Melaka depois de ter sido dispensado do HUSM.